# Bro Zol
Bro Zol és un dels nou broioù (països) en què és dividida la Bretanya històrica, format per 43 municipis en 637 km² i una població de 47.434 habitants segons el cens del 1999. La capital és la vila de Dol.
Actualment és un bisbat que es va escindir del de Sant Malou, i és el més petit de la Bretanya.